# Omer Mohamed Bakhit
Omer Mohamed Bakhit (24 de novembro de 1984) é um futebolista sudanês que atua como defensor.

## Carreira
Omer Mohamed Bakhit representou o elenco da Seleção Sudanesa de Futebol no Campeonato Africano das Nações de 2008.